# EP

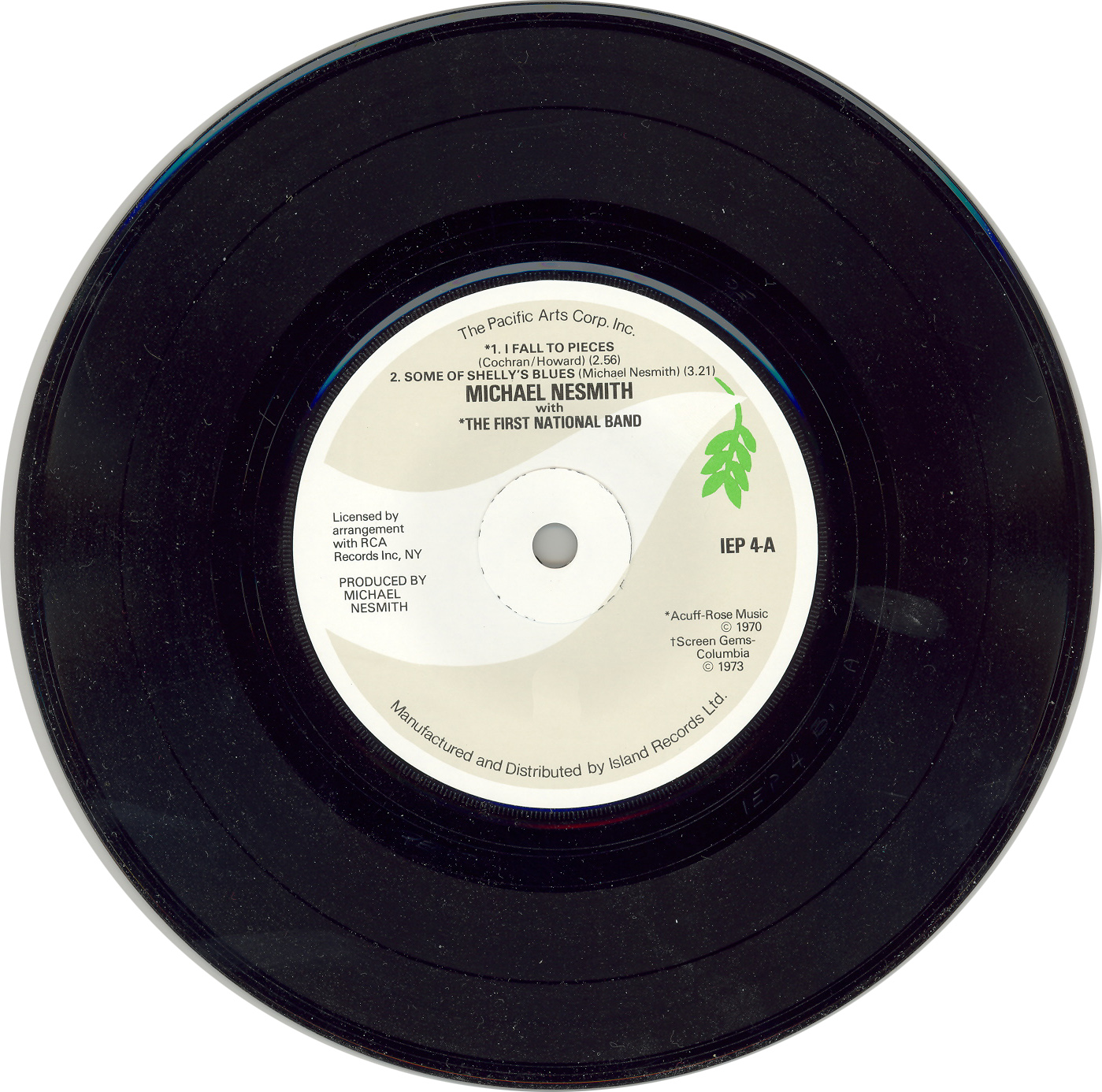
Michael Nesmith的四曲目EP黑胶唱片《我粉身碎骨》（I Fall to Pieces）

EP（直译：「延长／拓展播放」），韩国和华语地区译为迷你专辑（英語：mini-album），粤语地区译为细碟，是一种包含的曲目数量多于单曲但少于专辑或密纹唱片的格式，与1980年代兴起的迷你密纹唱片混同。当代EP通常包括4至6首曲目（最高可達7、8首，时长总计15至22分钟（最长30分钟））。“EP”没有严格的定义，但其曲目间的内聚性通常不如专辑，而且更加“摇摆”。
EP最初指45rpm的黑胶唱片，区别于78转的SP（通常用于单曲）和33转的LP（密纹唱片），现也用于中等长度的CD和数字音乐。对艺术家而言，通常认为EP比专辑消耗的金钱和时间更少。

## 背景

### 历史
EP在不同的历史时期的发行尺寸不一。1919年，灰鸥唱片发行了第一张多曲目唱片，使用78转的垂直刻录唱片，又名“二合一”唱片，刻录的凹槽比爱迪生唱片等使用的更细。1949年时，45转的单曲和331⁄3转的密紋唱片互相竞争，7英寸45转的单曲每面仅能容纳4分钟的音乐。
为了与宿敌哥伦比亚唱片1948年推出的密纹唱片竞争, RCA唱片1952年推出了“扩展播放”（Extended Play）的45转唱片。通过降低刻录深度和声音压缩（可选）实现更窄的凹槽，使其每面可容纳7.5分钟，但仍可由标准45转唱片机播放。在早期，唱片公司将密纹唱片的完整内容以45转EP发布。通常，10英寸的密纹唱片（1950年代中期前发行）会分为两碟7英寸EP，而12英寸的拆分为三碟，或单独出售，或以封套形式一起出售。随着三倍速留声机的出现，这种做法变得不那么普遍了。

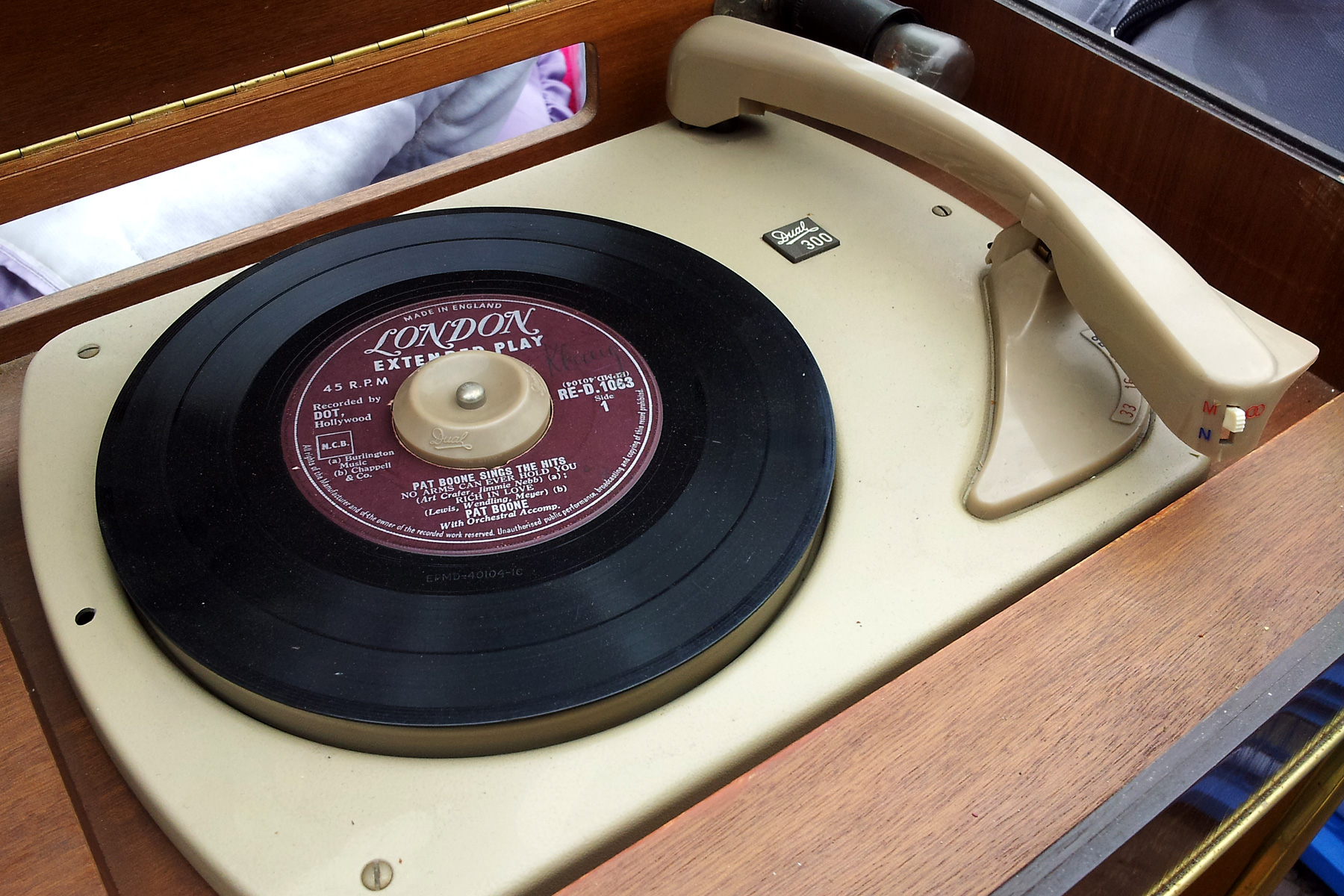
EP《Pat Boone Sings the Hits》，汇编Pat Boone的四首单曲

紧随RCA的脚步，1954年4月，EMI发行了英国第一张EP。EP通常是单曲或专辑采样的汇编，通常以45转的速度在7英寸唱片上播放，每面两首歌曲。
RCA的新格式在他们的摇钱树埃爾維斯·皮禮士利上获得了巨大的成功，1956年至1967年间共发行28张猫王EP，在告示牌雜誌短命的EP榜上取得了可观成绩。 除了RCA出版的唱片外，EP在美国和加拿大并不常见，但在20世纪50年代和60年代，EP在英国和其他一些欧洲国家广泛销售。在瑞典，EP长期以来一直是最流行的唱片格式，20世纪50年代末，EP占了高达85%的市场份额。
告示牌杂志1957年10月开设EP榜单，指出“青少年市场显然主导了EP产业，在最畅销的前10张EP中，有7张的主角都是对青少年具有强大吸引力的艺术家——猫王普雷斯利的4张、Pat Boone的2张，以及小理查德的一张。”《唱片零售商》杂志1960年刊出了EP榜单。《新音乐快递》、《旋律创作者》、《唱盘与音乐回响》以及《唱片之镜》（Record Mirror）常设EP榜和对应的单曲榜。英国广播公司和《唱片零售商》英国市场研究局 编制排行榜时，仅限于单曲，EP从排行榜上消失了。
EP在美国的受欢迎程度在20世纪60年代初有所下降，而密纹唱片则大受欢迎。在英国，奇里夫·李察和影子乐队（包括个人作品）以及披頭四樂隊是20世纪60年代发行EP最多的艺人，其中许多发行都非常成功。披头士的《扭动与呼喊》在1963年的几周内销量超过了大多数单曲。EP在英国的成功一直持续到1967年左右。后来，随着20世纪70年代末朋克搖滾的兴起以及12英寸单曲和CD单曲的改编，EP又有了强劲的复兴势头。
在英国，EP有时被用来重新包装以前发行过专辑的歌曲。影子乐队发行的EP《影子第2辑》和《影子第3辑》都收录了《影子》专辑中的歌曲。亚当·菲斯第一张专辑中的歌曲也在三张EP中发行，所有EP的封面都与专辑相同，但将曲目列在顶部。披头士 EP《扭动与呼喊》只收录了其专辑《请取悦我》中的歌曲。
一张EP的售价只比一张单曲略高，因此，对于那些没有密纹唱片（LP）的人来说，这是一种优惠。

### 延伸發展
由于7英寸和其他格式的唱片大受欢迎，SP（78转每分，10英寸）唱片变得不那么受欢迎，日本于1963年暂停生产SP唱片。
在菲律宾，1970年出现了被称为“迷你LP”的7英寸EP（但与20世纪80年代的迷你LP截然不同），这些EP的曲目选自一张专辑，包装与专辑相似。1970年代初，这种迷你LP格式在美国也开始流行起来，用于宣传发行，也可用于点唱机。
2010年，华纳唱片推出了“Six-Pak”，将六首歌曲刻录在一张光盘上。

### 数字与流媒体时代的EP
由于从2000年代末开始，數位音樂下載和音乐流媒体越来越受欢迎，EP已成为流行音乐家的常见营销策略，这些流行音乐家希望保持相关性，并在完整录音室专辑之前或之后在更恒定的时间范围内提供音乐。在2000年代末到2010年代初，重发行带有扩展曲目列表的录音室专辑很常见，新音乐通常作为独立EP发行。2010年10月，《名利场》杂志一篇关于这一趋势的文章指出，专辑后的EP是“继过去几个假期期间充斥商店的‘豪华’版本之后，延长专辑保质期的下一步——在专辑的最后部分中添加一些曲目，然后将其中一首歌发布到电台中，涂上一层新油漆，然后——瞧！——圣诞袜就诞生了。”此类发行的例子包括Lady Gaga2008年的首专《超人气》、2009年的《超人气女魔头》，以及2010年凱莎发行的首专和次专和继首张专辑《食人族》和《派對動物》）。
2019年，《福布斯》发表了一篇文章，讨论麥莉·希拉计划以《她来》为开端，以三张EP组成三部曲的形式发行她即将发行的第七张录音室专辑：“麦莉在几个月的时间里发行了三张EP，她给歌迷提供了更多他们想要的东西，只是剂量较小。当一个歌手推出一张专辑时，他们面临着几周后就会被遗忘的风险，这时他们就需要开始制作后续专辑，同时还要宣传和巡演他们最近的作品。麦莉就是在尽力玩弄这个系统，她录制了一张专辑，然后把它分块送给歌迷。”不过，这种发行策略后来被取消了，转而发行传统专辑《塑膠心》曾采用过此类发行策略的大唱片公司旗下的流行音乐人包括蔻比·凱蕾，2014年她的第五张专辑《吉卜赛之心》在全碟发行前三个月发行了专辑前五首歌的EP，名为《吉卜赛之心：A面》；2018年洁西·J的第四张录音室专辑《R.O.S.E.》在相隔多日内发行了四张EP，分别名为《R》（Realisations）、《O》（Obsessions）、《S》（Sex）和《E》（Empowerment）。

## 定义
最早的EP是7英寸黑胶唱片，曲目比普通单曲多（一般为5至9首）。虽然它们的尺寸和速度与单曲相同，但它们的格式与7英寸单曲明显不同。例如，披頭四樂隊1963年发行的《披头士金曲》EP和特洛格乐队1966年发行的《特洛格EP》，这两张唱片都收录了之前发行的曲目。播放时间一般在10到15分钟之间。在英国，这些EP采用硬纸板图片封套，而当时发行的单曲通常采用纸质封套。EP通常是专辑样带或单曲集。1950年代开始出现全部为首发内容的EP。例如猫王1956年发行的《柔情爱我》、1957年发行的《Just for You》、《山谷和平》和《牢房摇滚》，以及奇想樂團1964年发行的《Kinksize Session》。
12英寸EP与之类似，但一般有3到5首歌曲，长度超过12分钟。与7英寸EP一样，这些EP也有标题。EP也以卡式录音带和10英寸黑胶唱片的形式发行。随着CD的出现，“单曲”通常会收录更多的音乐，常见的有4到5首歌曲，播放时间长达25分钟。这些长度加长的单曲被称为加大單曲，虽然长度与EP相当，但区别在于单曲的设计只包含一首歌，其余歌曲被视为B面，而EP的设计则不包含一首歌，而是类似于一张迷你专辑。
首发内容的音乐EP在朋克搖滾时代重新流行起来，通常用于发行新音乐，如嗡嗡鸡乐队的《螺旋划痕》。
2010年，《丹佛邮报》的里卡多·巴卡说：“EP——最初是比传统专辑更短的加长版‘单曲’——长期以来一直受到朋克和独立乐队的欢迎”。
当代EP通常包括4至6首曲目（最高可达8、9首），时长总计15至22分钟（最长30分钟）。“EP”没有严格的定义，但其曲目间的内聚性通常不如专辑，而且更加“摇摆”。归根结底，只要艺人称其为EP，发行的作品就是EP。
在美国，美國唱片業協會是根据销售量宣布发行的唱片为“金唱片”或“白金唱片”的组织，该协会将EP定义为包含3至5首歌曲或不超过30分钟的唱片。另一方面，國家錄音藝術科學學院的葛萊美獎规则规定，任何发行的专辑只要有5首或5首以上不同的歌曲，且发行时间超过15分钟，就被视为专辑而不是EP。
在英国，EP可以出现在专辑榜或单曲榜上。官方榜单公司将任何拥有4首以上曲目（不包括主打歌曲的替代版本）或播放时间超过25分钟的唱片归类为专辑，列入销量排行榜。如果以单曲形式定价，则不能进入主要专辑排行榜，但可以出现在单独的“预算专辑”排行榜中。
迷你LP是介于EP和全长LP之间的一种中间格式，是1980年代一种常见的专辑格式。迷你LP通常包含20–30分钟的音乐和大约7首曲目。

## 双碟EP
双碟EP通常以黑膠唱片或光盘以两张雷射唱片的形式发行，其中每张光盘可单独作为一张EP，类似于双碟专辑。黑胶唱片是双碟EP最常见的格式，它们由一对以或331⁄3转每分录制的7英寸光盘，或两张以45转每分录制的12英寸光盘组成。当一家专门生产单曲而非专辑的小工厂压制一张专辑的素材时，这种格式就非常有用，而且可能具有新奇价值，可以用于宣传目的。双碟EP 比较少见，因为双碟EP可录制的内容通常可以更经济、更合理地录制在单张黑胶LP上。

## 点唱机EP

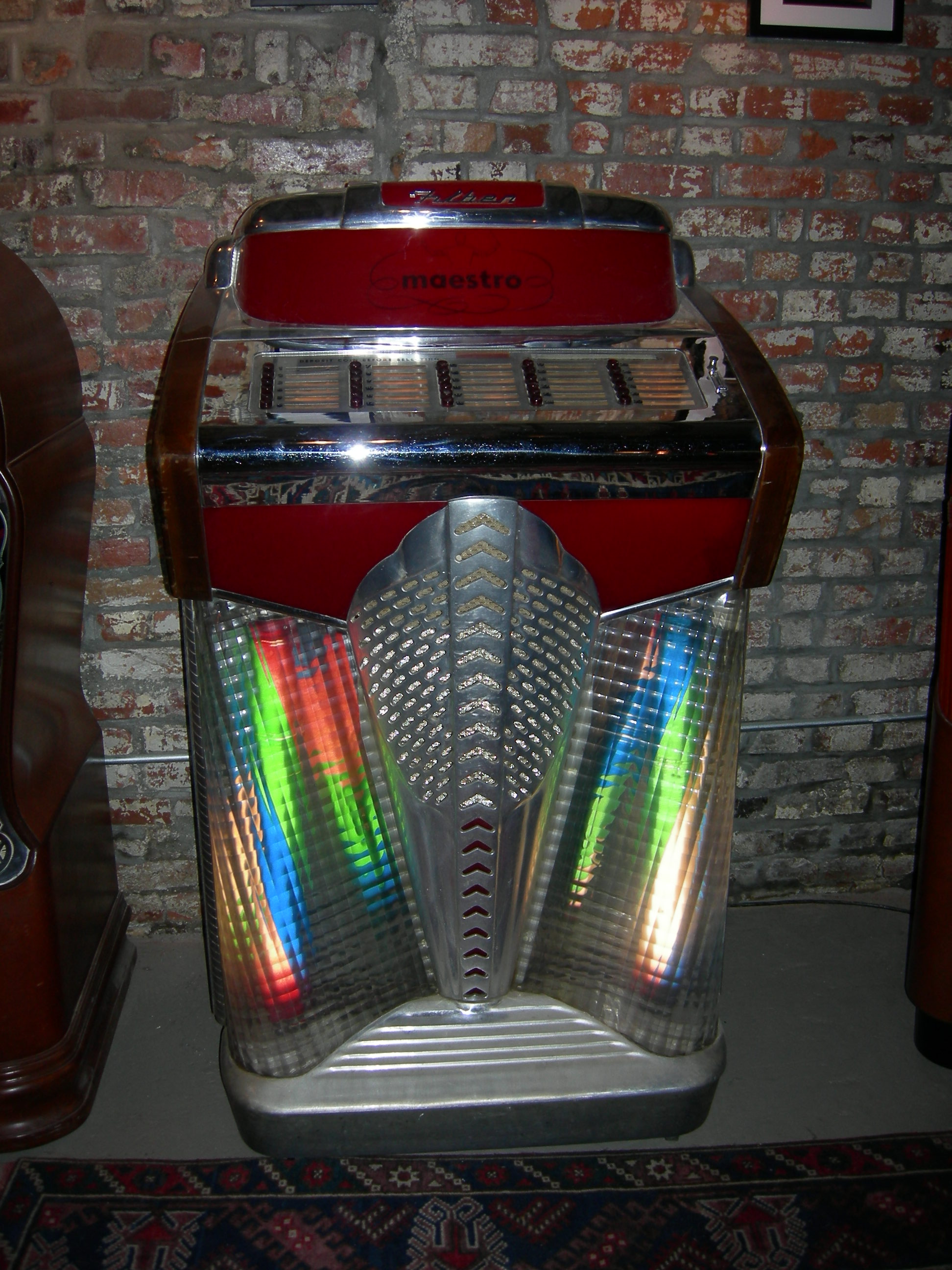
1948年产Filben FP-300 Maestro点唱机，78转

20世纪60和70年代，唱片公司发行了密纹唱片用于点唱机的EP版本。这些唱片通常被称为“紧凑型33转唱片”或“小LP唱片”。点唱机EP的播放速度为331⁄3转每分，采用7英寸黑胶唱片压制，通常有多达6首歌曲。它之所以像EP，是因为有些歌曲因时间原因被省略了，而最受欢迎的歌曲则被保留了下来。与之前的大多数EP和大多数七英寸黑胶唱片（1970年代之前）不同，这些唱片以立體聲发行。